# 李頎
李 頎（り き、生没年不詳）は、中国・唐の詩人。本貫は趙州。

## 略歴
開元23年（735年）の進士。新郷県尉となったが、世俗の雑務をいとい、神仙の道を志して、道士などと交際していた。

## 詩人としての彼
李頎の代表的作品に『望秦川』（五言律詩）、『寄韓鵬』（七言絶句）などがある。
| 望秦川     |                                                 |
| 別業居幽処 | 別業（べつぎょう） 幽処（ゆうしょ）に居る       |
| 到来生隠心 | 到来すれば隠心（いんしん）を生ず                |
| 南山当戸牖 | 南山 戸牖（こよう）に当り                       |
| 灃水映園林 | 灃水（ほうすい） 園林（えんりん）に映ず         |
| 屋覆経冬雪 | 屋（おく）は覆わる 冬を経し雪に                 |
| 庭昏未夕陰 | 庭は昏（くら）く 未だ夕べならずして陰（かげ）る |
| 寥寥人境外 | 寥寥（りょうりょう）たり人境（じんきょう）の外  |
| 閑坐聴春禽 | 閑坐（かんざ）して春禽（しゅんきん）を聴く      |

| 寄韓鵬         |                                                                        |
| 為政心閑物自閑 | 政（まつりごと）を為すに心閑（しず）かならば物自ずから閑（しず）かなり |
| 朝看飛鳥暮飛還 | 朝（あした）に看（み）し飛鳥（ひちょう） 暮れに飛び還る                |
| 寄書河上神明宰 | 書を寄（よ）す 河上（かじょう） 神明の宰（さい）                       |
| 羨爾城頭姑射山 | 羨む 爾（なんじ）が城頭の姑射（こや）の山                              |